# Juan Martín Díaz Martínez
Juan Martín Díaz Martínez (Mar del Plata, Argentina, 28 de noviembre de 1975), conocido como Juan Martín Díaz, es un jugador profesional de pádel argentino. Con Fernando Belasteguín consiguieron ser pareja n.º 1 durante 13 años consecutivos, ganando 170 finales de las 191 disputadas; llegando así a ser considerados la mejor pareja de la historia del pádel.

## Biografía

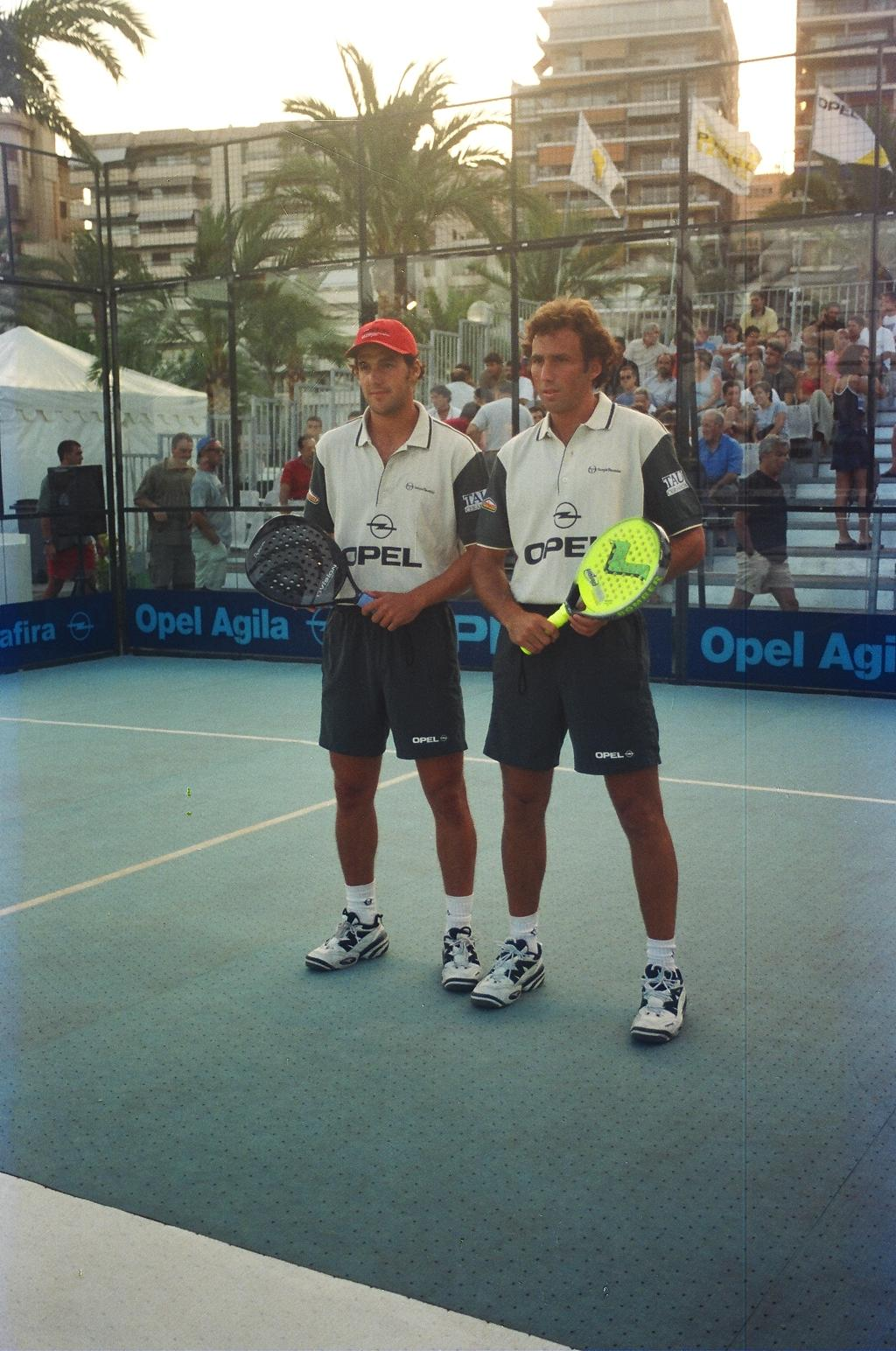
Juan Martín Díaz y Hernán Auguste en 2001.

Juan Martín Díaz Martínez es considerado uno de los mejores jugadores de la historia del pádel debido a su creatividad, reflejos y habilidad en la pista, sumado a su extenso palmarés.
Juan nació el 28 de noviembre de 1975 en Mar del Plata, Argentina. En la actualidad vive en Madrid con su familia, desde hace ya varios años.
De niño quería ser jugador de tenis y la Copa Davis era su gran meta. Pasaba largas horas en el Club Deportivo jugando con sus amigos. A finales de la década de 1980 comenzó a jugar al pádel, prácticamente cuando éste llegó a Argentina. Poco a poco fue dejando el tenis para dedicarse de lleno al nuevo deporte.
Con sus primeras parejas, Ezequiel Lorenzo y Leo Padovani, ya se perfilaba un luchador en la pista con mucho talento y se estaba convirtiendo en un difícil rival para los profesionales del momento.
Su primer paso al pádel profesional lo dio en 1994 de la mano de Paco Pellejo, quien lo eligió como pareja. En aquel entonces Alejandro Sanz era y es el ídolo del momento para muchos jugadores, un mito del pádel conocido como “el Mago”. Siempre tuvo gran admiración por Alejandro y fue su pareja hasta 1995.
Con el apoyo de su familia comienza el desarrollo de su carrera profesional a la par con los estudios. En 1997 se traslada a España y al año siguiente es seleccionado para competir el Mundial como español en su ciudad natal argentina, Mar del Plata.
En el año 2000 y 2001, jugando junto a Hernán Auguste, se posicionan como una de las mejores parejas del mundo. En 2000 logran alzarse con varios torneos del circuito español, como los de Sotogrande, Altea, Benicasim y Madrid y combaten el liderazgo con Gabriel Reca / Sebastián Nerone. En 2001 logran alzarse con dos títulos en Sevilla, Altea, Sotogrande, Barcelona y Bilbao, terminando como la mejor pareja del año, por encima de Fernando Belasteguín / Pablo Martínez Semprún.
En 2002 comienza una etapa histórica en compañía de Fernando Belasteguín y juntos forman una dupla notable en muchos circuitos del pádel profesional de España, del Padel Pro Tour desde 2006 y del World Padel Tour desde 2012. Ha sido la única pareja en la historia del pádel, en pasar 1 año y 9 meses invicta, ganando 23 torneos consecutivos. Juntos consiguieron ganar 170 finales de las 191 que disputaron, tanto del Pádel Pro Tour como del World Padel Tour, logrando ser los N.º 1 durante 13 años consecutivos.
Comenzaron a ganar inmediatamente en 2002, llevándose trofeos en Bilbao, San Sebastián, Altea, Torre Bellver, Puerto Santa María, Santander, Madrid, Barcelona, Euskadi, Sevilla, siendo los indiscutidos Nº1 del mundo de ese año, por encima de sus excompañeros Pablo Martínez Semprún / Hernán Auguste. En 2003 siguen su dominio con triunfos en Melilla, Valladolid, Bilbao, Torre Bellver, Marbella, Madrid y Sevilla. Este año, la pareja que más batalló con ellos fue la de Reca / Nerone, que poco pudieron hacer ante la regularidad Díaz/Belasteguín.  
Sin embargo, en 2015, Juan Martin y Bela se separaron como pareja, uniéndose como pareja primero con Juani Mieres y seguidamente con Maxi Sánchez. Ambos intentaron hacer una buena temporada, pero acabaron por no cuajar como pareja. Acabaron la temporada con la consecución del Master Final en Madrid y para la temporada 2016, Juan Martín, anunció que su nueva pareja sería Cristián Gutiérrez.
A mitad de la temporada 2017, Juan Martín Díaz ha formado pareja con Federico "Fede" Quiles, debido una la lesión de Cristian Gutiérrez.
Tras dos malos años, Juan Martín, reaparece a buen nivel en el Europeo de pádel de 2017, donde España consiguió el título. En dicho torneo, Juan Martín jugó con Paquito Navarro como pareja deportiva, logrando la victoria por 6-1 y 6-4 en su partido.
Tras la disolución de la pareja formada por Sanyo Gutiérrez y Paquito Navarro, se convierten en nueva pareja World Padel Tour en 2018, en gran parte por el gran nivel que mostraron ambos jugando juntos con la selección española. En el primer torneo de la temporada, el Catalunya Master, solo pudieron llegar hasta cuartos de final. En el segundo torneo de la temporada, lograron llegaron a semifinales y en el tercero, en Zaragoza, perdieron en la final contra Sanyo Gutiérrez y Maxi Sánchez en 3 disputados sets, exhibiendo una clara mejoría en su juego.
Su primera final llegó en el tercer torneo de la temporada, el Zaragoza Open. En la final no pudieron batir a Maxi Sánchez y a Sanyo Gutiérrez, con los que perdieron por 6-4, 6-7 y 6-3. Tres torneos después volvieron a alcanzar una final, en Bastad (Suecia), donde perdieron contra Fernando Belasteguín y Pablo Lima.
En el undécimo torneo de la temporada, el Máster de Portugal, sufrieron un grave percance, ya que durante el partido de semifinales del mismo, Paquito Navarro, vio como se rompió sobre él un cristal de la pista, obligándoles a abandonar el torneo. Juani Mieres y Miguel Lamperti, sus rivales en semifinales, pasaron así a la final del torneo.
Después de que Paquito no pudiese disputar el Granada Open, Juan Martín, se inscribió con Juan Lebrón para disputar el final de la temporada.

## Padel Pro Tour-World Padel Tour (2006-)

### Títulos
| N.º  | Año                      | Torneo                     | Pareja               | Oponentes en la final                | Resultado           |
| ---- | ------------------------ | -------------------------- | -------------------- | ------------------------------------ | ------------------- |
| 1    | 14 de mayo de 2006       | Córdoba                    | Fernando Belasteguín | Sebastián Nerone Gabriel Reca        | 6-2 / 6-1           |
| 2    | 4 de junio de 2006       | Majadahonda                | Fernando Belasteguín | Sebastián Nerone Gabriel Reca        | 6-0 / 6-0           |
| 3    | 10 de junio de 2006      | Valencia                   | Fernando Belasteguín | Sebastián Nerone Gabriel Reca        | 6-4 / 6-3           |
| 4    | 25 de junio de 2006      | Madrid                     | Fernando Belasteguín | Sebastián Nerone Marcello Jardim     | 6-1 / 6-4           |
| 5    | 2 de julio de 2006       | Alicante                   | Fernando Belasteguín | Sebastián Nerone Gabriel Reca        | 6-3 / 6-4           |
| 6    | 9 de julio de 2006       | Valladolid                 | Fernando Belasteguín | Sebastián Nerone Gabriel Reca        | 6-3 / 6-3           |
| 7    | 11 de agosto de 2006     | Marbella                   | Fernando Belasteguín | Raúl Arias Ramiro Nanni              | 6-3 / 6-4           |
| 8    | 15 de agosto de 2006     | Oropesa del Mar            | Fernando Belasteguín | Sebastián Nerone Gabriel Reca        | 7-6(9) / 6-4        |
| 9    | 15 de agosto de 2006     | Reserva del Higuerón       | Fernando Belasteguín | Sebastián Nerone Gabriel Reca        | 6-4 / 6-0           |
| 10   | 25 de agosto de 2006     | El Puerto de Santa María   | Fernando Belasteguín | Sebastián Nerone Gabriel Reca        | 6-3 / 6-2           |
| 11   | 3 de septiembre de 2006  | Palma de Mallorca          | Fernando Belasteguín | Sebastián Nerone Gabriel Reca        | 6-3 / 7-5           |
| 12   | 17 de septiembre de 2006 | Mérida                     | Fernando Belasteguín | Roby Gattiker Pablo Lima             | 6-2 / 6-0           |
| 13   | 24 de septiembre de 2006 | Madrid                     | Fernando Belasteguín | Sebastián Nerone Gabriel Reca        | 6-4 / 4-6 / 6-1     |
| 14   | 1 de octubre de 2006     | Zaragoza                   | Fernando Belasteguín | Sebastián Nerone Gabriel Reca        | 7-6(?) / 6-3        |
| 15   | 8 de octubre de 2006     | Guecho                     | Fernando Belasteguín | Mati Díaz Chema Montes               | 6-3 / 6-4           |
| 16   | 5 de noviembre de 2006   | Las Palmas                 | Fernando Belasteguín | Roby Gattiker Pablo Lima             | 6-1 / 6-2           |
| 17   | 3 de diciembre de 2006   | Masters PPT Madrid         | Fernando Belasteguín | Sebastián Nerone Gabriel Reca        | 6-3 / 6-2           |
| 18   | 5 de mayo de 2007        | Córdoba                    | Fernando Belasteguín | Sebastián Nerone Cristian Gutiérrez  | 6-1 / 6-3           |
| 19   | 20 de mayo de 2007       | Barcelona                  | Fernando Belasteguín | Sebastián Nerone Cristian Gutiérrez  | 6-3 / 7-5           |
| 20   | 2 de junio de 2007       | Madrid                     | Fernando Belasteguín | Miguel Lamperti Mariano Lasaigues    | 6-3 / 6-2           |
| 21   | 17 de junio de 2007      | Valencia                   | Fernando Belasteguín | Sebastián Nerone Cristian Gutiérrez  | 6-3 / 2-6 / 6-4     |
| 22   | 8 de julio de 2007       | Vitoria                    | Fernando Belasteguín | Sebastián Nerone Cristian Gutiérrez  | 7-6(?) / 6-4        |
| 23   | 28 de julio de 2007      | Madrid-2                   | Fernando Belasteguín | Sebastián Nerone Cristian Gutiérrez  | 6-4 / 7-6(?)        |
| 24   | 5 de agosto de 2007      | Oropesa del Mar            | Fernando Belasteguín | Sebastián Nerone Cristian Gutiérrez  | 6-2 / 5-2 ab.       |
| 25   | 11 de agosto de 2007     | Marbella                   | Fernando Belasteguín | Sebastián Nerone* Cristian Gutiérrez | *lesión             |
| 26   | 19 de agosto de 2007     | Reserva del Higuerón       | Fernando Belasteguín | Gabriel Reca Hernán Auguste          | 6-4 / 6-2           |
| 27   | 24 de agosto de 2007     | Puerto de Santa María      | Fernando Belasteguín | Gabriel Reca Hernán Auguste          | 7-5 / 6-4           |
| 28   | 2 de septiembre de 2007  | Palma de Mallorca          | Fernando Belasteguín | Gabriel Reca Hernán Auguste          | 6-3 / 5-7 / 6-3     |
| 29   | 16 de septiembre de 2007 | Mérida                     | Fernando Belasteguín | Miguel Lamperti Matías Díaz          | 6-1 / 6-2           |
| 30   | 23 de septiembre de 2007 | San Sebastián              | Fernando Belasteguín | Sebastián Nerone Cristian Gutiérrez  | 7-5 / 6-1           |
| 31   | 30 de septiembre de 2007 | Zaragoza                   | Fernando Belasteguín | Miguel Lamperti Matías Díaz          | 6-3 / 6-3           |
| 32   | 7 de octubre de 2007     | Bilbao                     | Fernando Belasteguín | Sebastián Nerone Cristian Gutiérrez  | 6-2 / 7-5           |
| 33   | 28 de octubre de 2007    | Las Palmas                 | Fernando Belasteguín | Sebastián Nerone Cristian Gutiérrez  | 6-3 / 6-1           |
| 34   | 1 de noviembre de 2007   | Alicante                   | Fernando Belasteguín | Gabriel Reca Hernán Auguste          | [ 39 ]              |
| 35   | 16 de diciembre de 2007  | Master Final PPT Madrid    | Fernando Belasteguín | Gabriel Reca Hernán Auguste          | 6-2 / 7-6(?)        |
| 36   | 13 de abril de 2008      | Ciudad Real                | Fernando Belasteguín | Sebastián Nerone Cristian Gutiérrez  | 6-4 / 6-4           |
| 37   | 27 de abril de 2008      | Granada                    | Fernando Belasteguín | Miguel Lamperti Matías Díaz          | 5-7 / 6-3 / 6-3     |
| 38   | 12 de mayo de 2008       | Santander                  | Fernando Belasteguín | Gabriel Reca Hernán Auguste          | 6-1 / 3-6 / 7-6(?)  |
| 39   | 19 de mayo de 2008       | Barcelona                  | Fernando Belasteguín | Guillermo Lahoz Gastón Malacalza     | 6-3 / 6-2           |
| 40   | 31 de mayo de 2008       | Majadahonda                | Fernando Belasteguín | Sebastián Nerone Cristian Gutiérrez  | 6-3 / 6-4           |
| 41   | 29 de junio de 2008      | La Rioja                   | Fernando Belasteguín | Guillermo Lahoz Gastón Malacalza     | 6-2 / 7-5           |
| 42   | 13 de julio de 2008      | Vitoria                    | Fernando Belasteguín | Sebastián Nerone Cristian Gutiérrez  | 6-3 / 6-4           |
| 43   | 19 de julio de 2008      | Madrid                     | Fernando Belasteguín | Sebastián Nerone Cristian Gutiérrez  | 6-2 / 6-7(?) / 6-1  |
| 44   | 10 de agosto de 2008     | Marbella                   | Fernando Belasteguín | Sebastián Nerone Cristian Gutiérrez  | 6-3 / 6-3           |
| 45   | 17 de agosto de 2008     | Reserva del Higuerón       | Fernando Belasteguín | Miguel Lamperti Matías Díaz          | 6-1 / 6-4           |
| 46   | 23 de agosto de 2008     | Benicasim                  | Fernando Belasteguín | Sebastián Nerone Cristian Gutiérrez  | 7-5 / 6-3           |
| 47   | 7 de septiembre de 2008  | Islas Baleares             | Fernando Belasteguín | Sebastián Nerone Cristian Gutiérrez  | 6-1 / 3-6 / 6-3     |
| 48   | 14 de septiembre de 2008 | Mérida                     | Fernando Belasteguín | Miguel Lamperti Matías Díaz          | 6-3 / 6-3           |
| 49   | 21 de septiembre de 2008 | San Sebastián              | Fernando Belasteguín | Sebastián Nerone Cristian Gutiérrez  | 6-4 / 6-3           |
| 50   | 28 de septiembre de 2008 | Zaragoza                   | Fernando Belasteguín | Sebastián Nerone Cristian Gutiérrez  | 6-1 / 6-3           |
| 51   | 5 de octubre de 2008     | Bilbao                     | Fernando Belasteguín | Sebastián Nerone Cristian Gutiérrez  | 6-7(?) / 6-4 / 6-4  |
| 52   | 14 de junio de 2009      | Barcelona                  | Fernando Belasteguín | Sebastián Nerone Cristian Gutiérrez  | 6-4 / 6-2           |
| 53   | 28 de junio de 2009      | Córdoba                    | Fernando Belasteguín | Miguel Lamperti Matías Díaz          | 7-6(4) / 7-5        |
| 54   | 5 de julio de 2009       | Valladolid                 | Fernando Belasteguín | Gabriel Reca Hernán Auguste          | 6-2 / 7-5           |
| 55   | 12 de julio de 2009      | Alicante                   | Fernando Belasteguín | Juani Mieres Pablo Lima              | 6-2 / 7-6(?)        |
| 56   | 2 de agosto de 2009      | Marbella                   | Fernando Belasteguín | Sebastián Nerone Cristian Gutiérrez  | 6-3 / 6-4           |
| 57   | 20 de septiembre de 2009 | San Sebastián              | Fernando Belasteguín | Juani Mieres Pablo Lima              | 6-2 / 6-2           |
| 58   | 27 de septiembre de 2009 | Zaragoza                   | Fernando Belasteguín | Sebastián Nerone Cristian Gutiérrez  | 6-1 / 6-3           |
| 59   | 4 de octubre de 2009     | Bilbao                     | Fernando Belasteguín | Sebastián Nerone Cristian Gutiérrez  | 4-6 / 6-4 / 6-2     |
| 60   | 18 de octubre de 2009    | Valencia                   | Fernando Belasteguín | Sebastián Nerone Cristian Gutiérrez  | 6-2 / 6-1           |
| 61   | 25 de octubre de 2009    | Ciudad Real                | Fernando Belasteguín | Sebastián Nerone Cristian Gutiérrez  | 7-6(5) / 7-5        |
| 62   | 13 de diciembre de 2009  | Masters PPT Madrid         | Fernando Belasteguín | Juani Mieres Pablo Lima              | 6-4 / 6-2           |
| 63   | 16 de mayo de 2010       | San Sebastián              | Fernando Belasteguín | Miguel Lamperti Matías Díaz          | 6-3 6-1             |
| 64   | 5 de junio de 2010       | Barcelona                  | Fernando Belasteguín | Gabriel Reca Hernán Auguste          | 6-2 6-3             |
| 65   | 11 de julio de 2010      | Alicante                   | Fernando Belasteguín | Miguel Lamperti Matías Díaz          | 6-3 ab              |
| 66   | 18 de julio de 2010      | Madrid                     | Fernando Belasteguín | Juani Mieres Pablo Lima              | 7-5 6-2             |
| 67   | 25 de julio de 2010      | Benicasim                  | Fernando Belasteguín | Juani Mieres Pablo Lima              | 6-3 7-5             |
| 68   | 1 de agosto de 2010      | Marbella                   | Fernando Belasteguín | Miguel Lamperti Matías Díaz          | 6-2 6-3             |
| 69   | 8 de agosto de 2010      | Fuengirola                 | Fernando Belasteguín | Juani Mieres Pablo Lima              | 6-3 6-4             |
| 70   | 26 de septiembre de 2010 | Navarra                    | Fernando Belasteguín | Juani Mieres Pablo Lima              | 6-4 6-7 6-1         |
| 71   | 3 de octubre de 2010     | Bilbao                     | Fernando Belasteguín | Juani Mieres Pablo Lima              | 6-3 6-4             |
| 72   | 24 de octubre de 2010    | Murcia                     | Fernando Belasteguín | Juani Mieres Pablo Lima              | 3-6 6-4 6-4         |
| 73   | 7 de noviembre de 2010   | Logroño                    | Fernando Belasteguín | Juani Mieres Pablo Lima              | 7-6 6-7 6-3         |
| 74   | 19 de diciembre de 2010  | Masters PPT Madrid         | Fernando Belasteguín | Juani Mieres Pablo Lima              | 6-3 6-4             |
| 75   | 29 de mayo de 2011       | Madrid                     | Fernando Belasteguín | Miguel Lamperti Cristian Gutiérrez   | 6-3 6-3             |
| 76   | 5 de junio de 2011       | Barcelona                  | Fernando Belasteguín | Juani Mieres Pablo Lima              | 6-4 6-3             |
| 77   | 3 de julio de 2011       | Valladolid                 | Fernando Belasteguín | Agustín Gómez Silingo Gabriel Reca   | 6-2 6-2             |
| 78   | 10 de julio de 2011      | Alicante                   | Fernando Belasteguín | Juani Mieres Pablo Lima              | 6-1 6-1             |
| 79   | 24 de julio de 2011      | Benicasim                  | Fernando Belasteguín | Miguel Lamperti Cristian Gutiérrez   | 6-4 6-4             |
| 80   | 31 de julio de 2011      | Marbella                   | Fernando Belasteguín | Juani Mieres Pablo Lima              | 4-6 7-6 6-3         |
| 81   | 14 de agosto de 2011     | Gijón                      | Fernando Belasteguín | Matías Díaz Hernán Auguste           | 6-1 6-4             |
| 82   | 25 de septiembre de 2011 | Sevilla                    | Fernando Belasteguín | Miguel Lamperti Cristian Gutiérrez   | 6-3 6-4             |
| 83   | 2 de octubre de 2011     | Madrid-2                   | Fernando Belasteguín | Juani Mieres Pablo Lima              | 6-4 7-6             |
| 84   | 9 de octubre de 2011     | Bilbao                     | Fernando Belasteguín | Juani Mieres Pablo Lima              | 6-4 6-4             |
| 85   | 6 de noviembre de 2011   | Logroño                    | Fernando Belasteguín | Juani Mieres Pablo Lima              | 7-6 6-4             |
| 86   | 13 de noviembre de 2011  | Vitoria                    | Fernando Belasteguín | Juani Mieres Pablo Lima              | 7-6 7-5             |
| 87   | 18 de diciembre de 2011  | Masters PPT Madrid         | Fernando Belasteguín | Juani Mieres Pablo Lima              | 6-3 6-3             |
| 88   | 26 de febrero de 2012    | Buenos Aires               | Fernando Belasteguín | Juani Mieres Pablo Lima              | 6-4 6-3             |
| 89   | 27 de mayo de 2012       | Madrid                     | Fernando Belasteguín | Cristian Gutiérrez Fernando Poggi    | 7-5 6-1             |
| 90   | 10 de junio de 2012      | Barcelona                  | Fernando Belasteguín | Juani Mieres Pablo Lima              | 6-2 6-3             |
| 91   | 17 de junio de 2012      | Córdoba                    | Fernando Belasteguín | Juani Mieres Pablo Lima              | 6-4 7-6             |
| 92   | 1 de julio de 2012       | Valladolid                 | Fernando Belasteguín | Paquito Navarro Adrián Allemandi     | 6-4 6-3             |
| 93   | 5 de agosto de 2012      | Fuengirola                 | Fernando Belasteguín | Juani Mieres Pablo Lima              | 7-5 7-6             |
| 94   | 2 de septiembre de 2012  | Palma de Mallorca          | Fernando Belasteguín | Juani Mieres Pablo Lima              | 6-3 6-4             |
| 95   | 9 de septiembre de 2012  | Ibiza                      | Fernando Belasteguín | Juani Mieres Pablo Lima              | 2-6 6-3 6-4         |
| 96   | 30 de septiembre de 2012 | Madrid-2                   | Fernando Belasteguín | Miguel Lamperti Maxi Grabiel         | 7-5 6-3             |
| 97   | 14 de abril de 2013      | Murcia                     | Fernando Belasteguín | Juani Mieres Pablo Lima              | 6-3 6-7 6-3         |
| 98   | 12 de mayo de 2013       | Sevilla                    | Fernando Belasteguín | Juani Mieres Pablo Lima              | 4-6 7-6 6-4 6-3     |
| 99   | 26 de mayo de 2013       | Cáceres                    | Fernando Belasteguín | Maxi Sánchez Sanyo Gutiérrez         | 6-3 6-2 6-2         |
| 100  | 9 de junio de 2013       | Barcelona                  | Fernando Belasteguín | Juani Mieres Pablo Lima              | 6-1 6-4 4-6 6-3     |
| 101  | 4 de agosto de 2013      | Málaga                     | Fernando Belasteguín | Juani Mieres Pablo Lima              | 6-4 6-4 6-4         |
| 102  | 18 de agosto de 2013     | Benicasim                  | Fernando Belasteguín | Juani Mieres Pablo Lima              | 7-5 6-1 4-6 6-4     |
| 103  | 1 de septiembre de 2013  | Alicante                   | Fernando Belasteguín | Matías Díaz Cristian Gutiérrez       | 6-2 6-4 6-4         |
| 104  | 15 de septiembre de 2013 | Bilbao                     | Fernando Belasteguín | Juani Mieres Pablo Lima              | 4-6 6-3 7-5 6-2     |
| 105  | 29 de septiembre de 2013 | Granada                    | Fernando Belasteguín | Juani Mieres Pablo Lima              | 7-6 6-4 6-3         |
| 106  | 13 de octubre de 2013    | Lisboa                     | Fernando Belasteguín | Juani Mieres Pablo Lima              | 6-3 2-6 6-3 6-4     |
| 107  | 25 de mayo de 2014       | Barcelona                  | Fernando Belasteguín | Juani Mieres Pablo Lima              | 6-3 4-6 6-2 6-3     |
| 108  | 15 de junio de 2014      | Badajoz                    | Fernando Belasteguín | Juani Mieres Pablo Lima              | 6-4 6-3 6-2         |
| 109  | 29 de junio de 2014      | Córdoba                    | Fernando Belasteguín | Juani Mieres Pablo Lima              | 6-2 6-7 6-3 6-3     |
| 110  | 3 de agosto de 2014      | Marbella                   | Fernando Belasteguín | Paquito Navarro Adrián Allemandi     | 6-1 6-7 6-3 6-4     |
| 111  | 7 de septiembre de 2014  | Alcobendas                 | Fernando Belasteguín | Cristian Gutiérrez Matías Díaz       | 6-4 4-6 5-7 6-3 6-4 |
| 112  | 21 de septiembre de 2014 | Sevilla                    | Fernando Belasteguín | Maxi Sánchez Sanyo Gutiérrez         | 6-3 6-3 6-1         |
| 113  | 5 de octubre de 2014     | Lisboa                     | Fernando Belasteguín | Maxi Sánchez Sanyo Gutiérrez         | 6-4 6-4 6-1         |
| 114  | 19 de octubre de 2014    | San Cristóbal de La Laguna | Fernando Belasteguín | Juani Mieres Pablo Lima              | 6-4 1-6 6-2         |
| 115  | 30 de noviembre de 2014  | Córdoba                    | Fernando Belasteguín | Maxi Sánchez Sanyo Gutiérrez         | 6-1 5-7 6-3         |
| 116. | 20 de diciembre de 2015  | Masters WPT Madrid         | Maxi Sánchez         | Maxi Grabiel Ramiro Moyano           | 2-6 6-4 6-1         |

#### Finales
| N.º | Año                      | Torneo               | Pareja               | Oponentes en la final                     | Resultado           |
| --- | ------------------------ | -------------------- | -------------------- | ----------------------------------------- | ------------------- |
| 1   | 15 de junio de 2008      | Valencia             | Fernando Belasteguín | Gabriel Reca Hernán Auguste               | 5-7 6-1 5-7         |
| 2   | 6 de julio de 2008       | Valladolid           | Fernando Belasteguín | Maximiliano Grabiel Agustín Gómez Silingo | 6-3 4-6 4-6         |
| 3   | 9 de agosto de 2009      | Fuengirola           | Fernando Belasteguín | Cristian Gutiérrez Seba Nerone            | 5-7 6-4 4-6         |
| 4   | 29 de noviembre de 2009  | Salamanca            | Fernando Belasteguín | Pablo Lima Juani Mieres                   | 4-6 5-7             |
| 5   | 19 de septiembre de 2010 | Sevilla              | Fernando Belasteguín | Pablo Lima Juani Mieres                   | 2-6 3-6             |
| 6   | 3 de abril de 2011       | Mendoza              | Fernando Belasteguín | Pablo Lima Juani Mieres                   | 2-6 6-7             |
| 7   | 19 de febrero de 2012    | Mendoza              | Fernando Belasteguín | Maximiliano Grabiel Miguel Lamperti       | 6-7 6-2 3-6         |
| 8   | 19 de agosto de 2012     | Gijón                | Fernando Belasteguín | Sanyo Gutiérrez Seba Nerone               | 6-4 6-7 3-6         |
| 9   | 23 de junio de 2013      | Madrid               | Fernando Belasteguín | Pablo Lima Juani Mieres                   | 7-6 0-6 6-7 4-6     |
| 10  | 22 de diciembre de 2013  | Madrid Master Final  | Fernando Belasteguín | Sanyo Gutiérrez Maxi Sánchez              | 7-6 1-6 6-7 ab      |
| 11  | 13 de julio de 2014      | Castellón            | Fernando Belasteguín | Pablo Lima Juani Mieres                   | 6-2 3-6 3-6 3-6     |
| 12  | 24 de agosto de 2014     | Alicante             | Fernando Belasteguín | Pablo Lima Juani Mieres                   | 6-2 5-7 6-7 6-4 5-7 |
| 13  | 9 de noviembre de 2014   | Valencia             | Fernando Belasteguín | Pablo Lima Juani Mieres                   | 2-6 6-3 3-6 5-7     |
| 14  | 21 de diciembre de 2014  | Madrid Master Final  | Fernando Belasteguín | Sanyo Gutiérrez Maxi Sánchez              | 6-7 7-5 5-7         |
| 15. | 19 de julio de 2015      | Palma de Mallorca    | Maxi Sánchez         | Pablo Lima Fernando Belasteguín           | 4-6 0-6             |
| 16. | 2 de agosto de 2015      | Málaga               | Maxi Sánchez         | Pablo Lima Fernando Belasteguín           | 6-7 3-6             |
| 17. | 23 de agosto de 2015     | La Nucia             | Maxi Sánchez         | Pablo Lima Fernando Belasteguín           | 6-7 6-7             |
| 18. | 18 de octubre de 2015    | Villagarcía de Arosa | Maxi Sánchez         | Pablo Lima Fernando Belasteguín           | 4-6 4-6             |
| 19. | 8 de mayo de 2016        | Barcelona            | Cristian Gutiérrez   | Pablo Lima Fernando Belasteguín           | 2-6 3-6             |
| 20. | 26 de junio de 2016      | Palma de Mallorca    | Cristian Gutiérrez   | Pablo Lima Fernando Belasteguín           | 6-7 ab              |
| 21. | 6 de mayo de 2018        | Zaragoza             | Paquito Navarro      | Sanyo Gutiérrez Maxi Sánchez              | 4-6 7-6 3-6         |
| 22. | 27 de mayo de 2018       | Jaén                 | Paquito Navarro      | Sanyo Gutiérrez Maxi Sánchez              | 3-6 3-6             |
| 23. | 29 de julio de 2018      | Bastad               | Paquito Navarro      | Pablo Lima Fernando Belasteguín           | 2-6 6-3 3-6         |

## Campeonatos del Mundo

### 2000
Subcampeón del Mundo
- Junto a Alberto Rodríguez Piñón
- Celebrado en Toulouse (Francia)

### 1998
Campeón del Mundo
- Junto a Raúl Arias.
- Celebrado en Mar del Plata (Club Ocean), Argentina.

## Campeonatos del Mundo por Parejas

### 2004
Campeón del Mundo por parejas
- Junto a Fernando Belasteguín.
- Celebrado en Buenos Aires

### 2002
Campeón del Mundo por parejas
- Junto a Fernando Belasteguin.
- Celebrado en México DF (Club Lomas Sporting)

### 2000
Campeón del Mundo por parejas
- Junto a Hernán Auguste.
- Celebrado en Toulouse (Francia) .

### 1998
Subcampeón del Mundo por Parejas
- Junto a Alberto Rodríguez Piñón.
- Celebrado en Mar del Plata (Buenos Aires, Argentina)

## Circuito Español

### 2005
Campeón II Torneo Internacional de Portugal
- Junto a Fernando Belasteguin.
- Celebrado en Lisboa (Lisboa Racket Centre)

Campeón VII Internacionales de Catalunya
- Junto a Fernando Belasteguin.
- Celebrado en Barcelona (Real Club de Polo)

Campeón II Opel Padel Tour
- Junto a Fernando Belasteguin.
- Celebrado en Vizcaya (Real Club Jolaseta)

Campeón Open Superseries Dos a Dos
- Junto a Fernando Belasteguin.
- Celebrado en Valencia (Club Dos a Dos)

Campeón III Open Internacional de Pádel Ciudad de Córdoba
- Junto a Fernando Belasteguin.
- Celebrado en Córdoba (Club Deportivo Sierra Morena)

Campeón Master Internacional Caja Madrid
- Junto a Fernando Belasteguin.
- Celebrado en Madrid (Reebok Sports Club La Finca)

Campeón I Masters Pádel Series Illes Balears
- Junto a Fernando Belasteguin.
- Celebrado en Palma de Mallorca

Campeón II Superseries Reserva del Higuerón Trofeo “Ciudad de Benalmádena”
- Junto a Fernando Belasteguin.
- Celebrado en Benalmádena (Málaga)

Campeón VI Superseries Torre Bellver
- Junto a Fernando Belasteguin.
- Celebrado en Oropesa (Club Torre Bellver)

Subcampeón V Internacionales de Andalucía
- Junto a Fernando Belasteguin.
- Celebrado en Sotogrande (Club Sotogrande Racquet Centre)

Campeón VI Torneo Internacional Vegas Bajas del Guadiana
- Junto a Fernando Belasteguin.
- Celebrado en Badajoz (Golf Guadiana)

Campeón X Internacionales de Euskadi - Copa Julio Alegría
- Junto a Fernando Belasteguin.
- Celebrado en Vizcaya (Real Club Jolaseta)

### 2004
Campeón I Torneo Internacional de Portugal
- Junto a Fernando Belasteguin.
- Celebrado en Lisboa (Lisboa Racket Centre)

Campeón XI Internacionales de España
- Junto a Fernando Belasteguin.
- Celebrado en Madrid (Club de Campo)

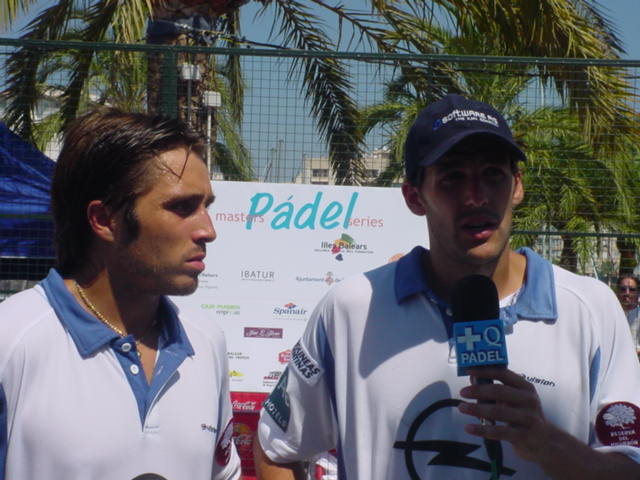
Fernando Belasteguin y Juan Martín Díaz en 2005.

Campeón Master Caja de Madrid
- Junto a Fernando Belasteguin.
- Celebrado en Madrid (Club Las Rosas)

Subcampeón Internacionales de Euskadi, Copa Julio Alegría
- Junto a Fernando Belasteguin.
- Celebrado en Vizcaya (Real Club Jolaseta)

Campeón VI Internacionales de Cataluña
- Junto a Fernando Belasteguin.
- Celebrado en Barcelona (Real Club de Polo)

Campeón V Internacionales de Andalucía
- Junto a Fernando Belasteguin.
- Celebrado en Cádiz (Sotogrande Racquet Centre)

Campeón I Internacional de Cantabria
- Junto a Fernando Belasteguin.
- Celebrado en Santander (Palacio de Deportes Santander)

Subcampeón V Internacional Torre Bellver
- Junto a Fernando Belasteguin.
- Celebrado en Oropesa (Club Torre Bellver)

Subcampeón I Internacional Superseries Reserva del Higuerón
- Junto a Fernando Belasteguin.
- Celebrado en Reserva del Higuerón

Campeón Open Internacional Superseries de Melilla
- Junto a Fernando Belasteguin.
- Celebrado en Melilla (Club Ciudad Autónoma)

Campeón Torneo Fundación Tierras del Sur
- Junto a Fernando Belasteguin.
- Celebrado en Sevilla.

Subcampeón IV Open Challenger Ciudad de Marbella
- Junto a Fernando Belasteguin.
- Celebrado en Marbella (C. Nueva Alcantara)

Campeón I Opel Padel Tour
- Junto a Fernando Belasteguin.
- Celebrado en Bilbao.

Campeón II Opel Padel Tour 2004, Open Internacional de Sevilla
- Junto a Fernando Belasteguin.
- Celebrado en Sevilla (Real Club de Golf)

Campeón III Opel Padel Tour
- Junto a Fernando Belasteguin.
- Celebrado en Valladolid.

Campeón IV Opel Padel Tour Vistahermosa
- Junto a Fernando Belasteguin.
- Celebrado en Cádiz (Puerto de Santa María)

### 2003
Campeón X Campeonatos Internacionales de España
- Junto a Fernando Belasteguin.
- Celebrado en Madrid (Club de Campo)

Subcampeón VIII Internacional de Euskadi - Copa Julio Alegría
- Junto a Fernando Belasteguin.
- Celebrado en Vizcaya (Real Club Jolaseta)

Campeón Internacional Ciudad de Melilla
- Junto a Fernando Belasteguin.
- Celebrado en Melilla (Centro de Pádel Ciudad Autónoma de Melilla)

Subcampeón I Open Internacional Ciudad de Córdoba
- Junto a Fernando Belasteguin.
- Celebrado en Córdoba.

Campeón Internacional de Torre Bellver
- Junto a Fernando Belasteguin.
- Celebrado en Oropesa (Club Torre Bellver)

Campeón de Marbella
- Junto a Fernando Belasteguin.
- Celebrado en Marbella.

Campeón I Opel Padel Tour
- Junto a Fernando Belasteguin.
- Celebrado en Valladolid (C. de Campo La Galera)

Campeón II Opel Padel Tour
- Junto a Fernando Belasteguin.
- Celebrado en Vizcaya (Real Club Jolaseta)

Campeón Open Internacional de Sevilla - IV Opel Padel Tour
- Junto a Fernando Belasteguin., Nerone y Reca. (La final no se disputó)
- Celebrado en Sevilla (Real Club de Golf)

## Campeonato de Europa por Parejas

### 1999
Subcampeón de Europa por Parejas
- Junto a José María Montes
- Celebrado en Waterloo (Bélgica)

### 1998
Campeón de Europa por Parejas
- Junto a José María Montes.
- Celebrado en Waterloo (Bélgica)

### 1997
Campeón de Europa por Parejas
- Junto a Alberto Rodríguez Piñón
- Celebrado en Barcelona (Real Club de Tenis de Barcelona 1899)

## Campeonato de España Absoluto

### 2020
Campeón de España
- Junto a Paquito Navarro
- Celebrado en Madrid (WiZink Center)

### 2004
Campeón de España
- Junto a Raúl Arias.
- Celebrado en Pamplona (Club de Tenis)

### 2003
Subcampeón de España
- Junto a Alberto Rodríguez Piñón.
- Celebrado en Valladolid (Club Lasa Sport)

### 2002
Campeón de España
- Junto a Alberto Rodríguez Piñón.
- Celebrado en Santander (Club de Tenis Monteverde)

### 2001
Campeón de España
- Junto a Alberto Rodríguez Piñón.
- Celebrado en Madrid (Club La Moraleja)

### 2000
Subcampeón de España
- Junto a José María Montes.
- Celebrado en Madrid (España)

### 1999
Campeón de España
- Junto a José María Montes.
- Celebrado en Madrid (Club La Moraleja)

### 1998
Campeón de España
- Junto a José María Montes.
- Celebrado en Madrid (Club La Moraleja)

### 1997
Campeón de España
- Junto a Alberto Rodríguez Piñón.
- Celebrado en Madrid (Club La Moraleja)

## Campeonato de España por Equipos

### 2005
Campeón de España por Equipos
- Junto al equipo del Club Sato Sport.
- Celebrado en Barcelona (Real Club de Polo)

### 2004
Campeón de España por Equipos
- Junto al equipo del Club Sato Sport.
- Celebrado en Santander (Club Monteverde)

Campeón de Andalucía por Equipos
- Junto al equipo del Club Sato Sport.
- Celebrado en Sevilla (Club Sato Sport)

## Campeonato de España Mixto

### 1999
Campeón de España Mixtos
- Junto a Carolina Navarro.
- Celebrado en Madrid (Club Sport Penta Pádel)

### 1998
Campeón de España Mixtos;
- Junto a Carolina Navarro.
- Celebrado en Madrid (Club Sport Penta Pádel)

## Parejas

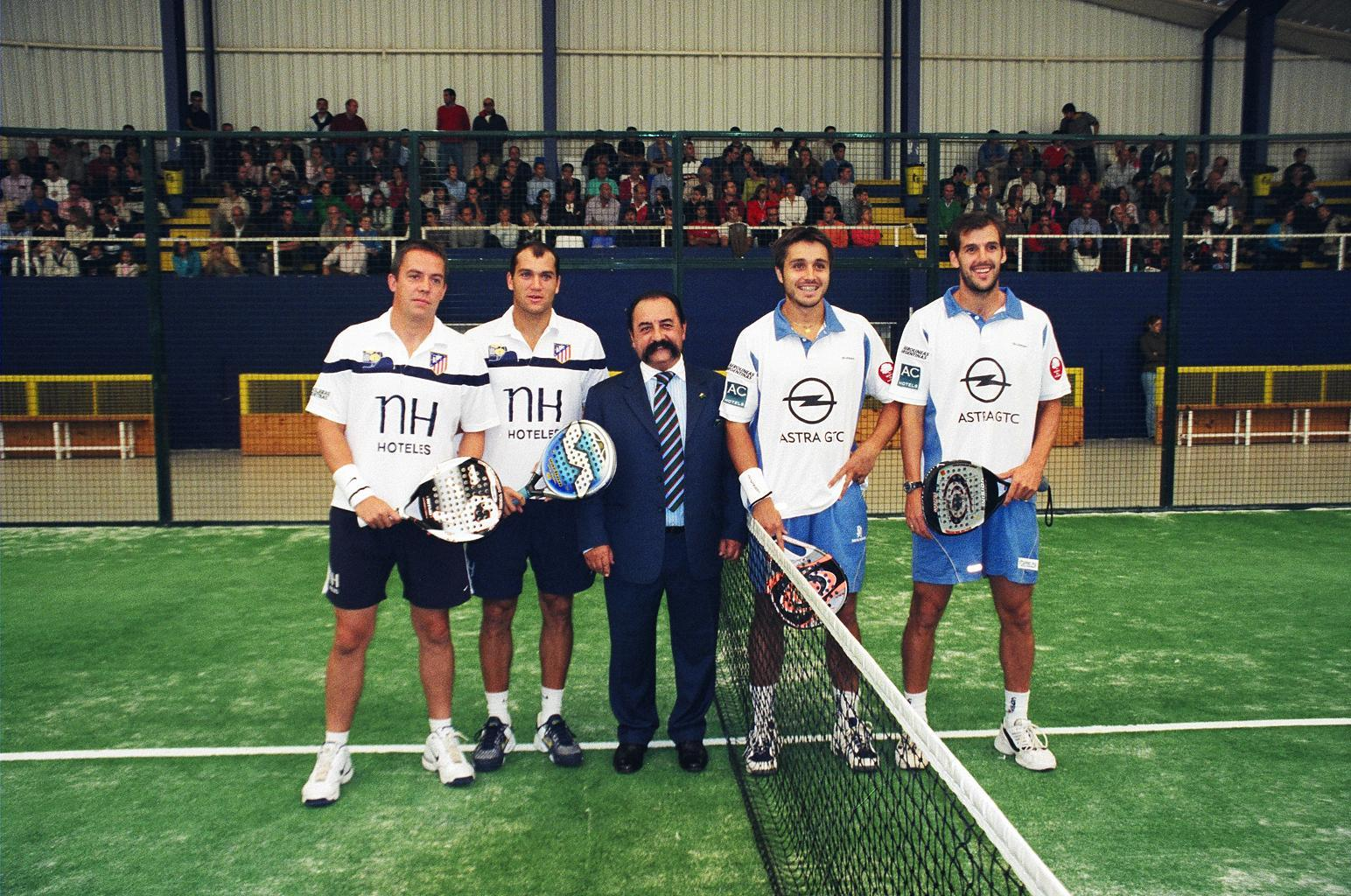
Gaby Reca, Sebastián Nerone, Julio Alegría, Fernando Belasteguin, Juan Martín Díaz en 2005.

- Lucas Campangolo
- Agustín Tapia
- Juan Lebrón
- Paquito Navarro
- Ramiro Moyano
- Fede Quiles
- Cristián Gutiérrez
- Maxi Sánchez
- Juani Mieres
- Fernando Belasteguín
- Hernán Auguste
- Alberto Rodríguez Piñón
- José María Montes
- Carlos Almazán
- Alejandro "el Mago" Sanz
- Leonardo Padovani
- Ezequiel Lorenzo
- Raúl Arias
- Álex Arroyo
- Coki Nieto
- Agustín Gómez Sillingo
- Adrián López Salas